# Colpochelyne dux
Colpochelyne dux är en skalbaggsart som beskrevs av Britton 1987. Colpochelyne dux ingår i släktet Colpochelyne och familjen Melolonthidae. Inga underarter finns listade i Catalogue of Life.